# Короськовское сельское поселение
Короськовское сельское поселение — муниципальное образование в Кромском районе Орловской области России. Административный центр — село Короськово.
Создано в 2004 году в границах одноимённого сельсовета. Расположено на юго-востоке района.

## Население
| 2010 | 2012 | 2013 | 2014 | 2015 | 2016 | 2017 |
| ---- | ---- | ---- | ---- | ---- | ---- | ---- |
| 579  | ↘554 | ↘538 | ↘534 | ↘523 | ↘511 | ↘498 |
| 2018 | 2019 | 2020 | 2021 | 2023 |      |      |
| ↘487 | ↘470 | →470 | ↗536 | ↘524 |      |      |

## Населённые пункты
В состав сельского поселения (сельсовета) входят 10 населённых пунктов:
| №  | Населённый пункт | Тип     | Население (чел.) |
| -- | ---------------- | ------- | ---------------- |
| 1  | Вендерево        | село    | 14               |
| 2  | Дьячье           | деревня | 11               |
| 3  | Заречье          | деревня | ↘77              |
| 4  | Конотоп          | деревня | 11               |
| 5  | Короськово       | село    | ↘212             |
| 6  | Макеево          | деревня | ↘233             |
| 7  | Мирный           | посёлок | 1                |
| 8  | Нива             | посёлок | 4                |
| 9  | Ракитня          | посёлок | 1                |
| 10 | Слободской       | хутор   | 13               |